# Mischarytera lautereriana
Mischarytera lautereriana är en kinesträdsväxtart som först beskrevs av Frederick Manson Bailey, och fick sitt nu gällande namn av H. Turner. Mischarytera lautereriana ingår i släktet Mischarytera och familjen kinesträdsväxter. Inga underarter finns listade i Catalogue of Life.